# Västra Måsskär, Åland
Västra Måsskär är en ö i Åland (Finland). Den ligger i Ålands hav eller Skärgårdshavet och i kommunen Lemland i landskapet Åland, i den sydvästra delen av landet. Ön ligger nära Mariehamn och omkring 280 kilometer väster om Helsingfors.
Öns area är 8 hektar och dess största längd är 430 meter i nord-sydlig riktning.